# Gerhard von Tiesenhausen
Gerhard Freiherr von Tiesenhausen (lettisch Gerhards fon Tīzenhauzens; * 14. Apriljul. / 26. April 1878greg. in Tartu; † 26. Oktober 1917 in Tiraspol) war ein Architekt des Jugendstil aus Riga.

## Leben
Der aus der deutschbaltischen Adelsfamilie Tiesenhausen stammende Gerhard von Tiesenhausen studierte in Riga und Paris Architektur und schloss dieses Studium am Rigaer Polytechnikum 1907 ab. Danach trat er in
das Architektur-Büro Edmund von Trompowskys, eines renommierten Architekten in Riga.
Beide hatten wesentlichen Anteil an der Bautätigkeit im Stadtteil Kaiserwald (heute: Mežaparks), in dem Anfang des 20. Jahrhunderts eine der ersten Gartenstädte Europas mit zahlreichen Art-Nouveau-Villen entstanden. Etwa die Hälfte der Bauten stammt von Tiesenhausen. 1910 machte sich von Tiesenhausen selbständig. Er stellte einige sehr interessante Arbeiten fertig, die in Riga erhalten sind, zum Beispiel die Gebäude 4/6 und 8/10 in der Glika iela.
Nach Ausbruch des Ersten Weltkriegs wurde von Tiesenhausen als Militärarchitekt in die russische Armee einberufen. Er starb an den Folgen eines Unfalls in Tiraspol. An seinem Wohnhaus in der Stettiner Straße 25 in Kaiserwald wurde 2003 eine Gedenkplakette angebracht.